# Philippe Thoby-Marcelin
Pour les articles homonymes, voir Marcelin.
Œuvres principales
- Canapé-Vert (Roman, 1944)
- La Bête de Musseau (1946)
- Le Crayon de Dieu (1952)
- Contes et Légendes d'Haïti (1967)

Philippe Thoby-Marcelin (1904-1975) est un poète, romancier, journaliste, folkloriste et homme politique haïtien.

## Biographie
Philippe Thoby-Marcelin naît le 11 décembre 1904 à Port-au-Prince. Il est le frère aîné de Pierre Marcelin né en 1908. Ce frère va collaborer avec lui dans l'écriture de ses principaux romans à consonance rurale et mettant en avant le thème de la vie paysanne et du folklore haïtien.
Philippe Thoby-Marcelin fait ses études secondaires à Port-au-Prince et les termine à Paris. Il fait des études de Droit d'où il sort diplômé.
Il commence sa carrière comme secrétaire général au département ministériel des Travaux Publics.
Comme la plupart des intellectuels haïtiens, il est opposé à l'occupation de son pays par les forces militaires américaines depuis 1915.
En 1927, il participe avec Jacques Roumain, Carl Brouard, Émile Roumer, et Normil Sylvain à la création de La Revue Indigène dans laquelle ils publient de nombreux poèmes. Ils mettent à l'honneur l'indigénise et l'haïtianité en matière littéraire et artistique, un retour au source face à l'occupation américaine. En 1937, il s'interroge sur la langue d'une littérature qui soit vraiment nationale, et défend l'usage du créole. Il publie des poèmes dans différentes revues. Ce roman est distingué par le Prix littéraire de l'Amérique latine. Il s'intéresse également au domaine pictural, et notamment aux travaux du peintre Pétion Savain ou encore d'Alix Roy, et est en contact avec Hector Hyppolite, bien avant qu'il soit célèbre et dont il prononce l'oraison funèbre en 1948.
En 1944, il publie son premier roman, Canapé Vert. Ce roman est distingué par le Prix littéraire de l'Amérique latine.
En 1946, il participe, avec Anthony Lespès, à la fondation du Parti socialiste populaire (PSP). La même année, il publie La Bête de Musseau.
En 1952, il édite Le Crayon de Dieu.
En 1967, il compose un recueil Contes et Légendes d'Haïti.
Il publie plus tard un dernier roman  Tous les Hommes sont Fous que sa femme, Eva Thoby-Marcelin, déjà publié en anglais en 1970,.
Philippe Thoby-Marcelin meurt le 13 août 1975 à Syracuse près de New York.

## Principales publications

### Romans
- 1944 : (en collaboration avec Pierre Marcelin) Canapé-Vert, Éditions de la Maison Française, New-York
- 1946 : (en collaboration avec Pierre Marcelin) La Bête de Musseau, Éditions de la Maison Française, New-York
- 1967 :(en collaboration avec Pierre Marcelin) Le Crayon de Dieu, Éditions La Table Ronde, Paris : 1952
- 1988 (édition posthume) : Tous les Hommes sont Fous, Éditions Nouvelle Optique, Montréal, Québec . Publié dès 1970 en anglais sous le titre de All Men Are Mad et en 1971 en espagnol sous celui de Todos los hombres están locos.

### Recueils de poésie
- 1932 : La Négresse adolescente
- 1941 : Dialogue avec la femme endormie
- 1943 : Lago-Lago
- 1953 : À Fonds perdu

### Autres
- 1956 : Panorama de l'art haïtien
- 1967 : (en collaboration avec Pierre Marcellin) Contes et Légendes d'Haïti, Éditions Fernand Nathan